# سلفادور مينغويجون أدريان
كان سلفادور مينغويجون أدريان (1874-1959) باحثًا في القانون، وباحثًا في النظريات السياسية وسياسيًا إسباني الأصل. في سياق القانون والمحاماة، يُعرف مينغويجون كأحد الأكاديميين القدماء في جامعة سرقسطة وكأحد أعضاء المحكمة العليا الإسبانية لفترة وجيزة. في سياق النظريات والمنظرين، يُعد مينغويجون أدريان أحد الممثلين الرئيسيين للمذهب التقليدي أو ما يُعرف بالتقليدية. كسياسي، يُشتهر مينغويجون بارتباطه مع الكارلية، والديمقراطية المسيحية، والبريموديريفيرية، والتعاليم الاجتماعية الكاثوليكية والفرانكوية المبكرة.

## الحرب الأهلية
وقع انقلاب يوليو 1936 أثناء قضاء مينغويجون عطلته الصيفية في سرقسطة. استولى القوميون على المدينة على الفور ولم يتردد معظم الأساتذة الجامعيين في التعبير عن دعمهم الحماسي للمتمردين. لم يُدرج مينغويجون بين مناصري القضية الأكثر نشاطًا ولا بين أولئك المسؤولين عن هندسة عمليات التطهير في الجامعة، على الرغم من إعلانه عن دعمه للقضية في مرحلة ما. في سبتمبر، استقال مينغويجون رسميًا من المحكمة البائدة على أي حال واستأنف التدريس في منصبة المعتاد كأستاذ لتاريخ القانون في جامعة سرقسطة، إذ استمر في ممارسة هذا الدور لمدة عامين حتى نوفمبر 1938 عندما رُشح لمنصب في المحكمة القومية العليا حديثة التأسيس، التريبونال سيبريمو. بعد تخليه عن معهد أراغون – إلى الأبد هذه المرة – استأنف منصبه كقاضي أعلى ليساهم رسميًا في تشكيل النظام الفرانكوي؛ حتى عام 1950، تكونت المحكمة من بعض الأفراد المعينين ممن يمكن اعتبارهم مخلصين تمامًا ومؤتمنين على إضفاء الطابع المؤسسي القانوني على النظام.
وفقًا لأحد الباحثين المعاصرين، لعب مينغويجون دورًا حيويًا خلال الحرب الأهلية في تشكيل الإيديولوجية القومية الناشئة. شمل هذا الدور مساهماته في نشرات مجلة نوتسييرو دي إسبانيا، التي يقع مقرها في بورغوس وتصدرها خدمات الصحافة والدعاية بهدف نشر الأفكار الرسمية المتبناة في الدولة الناشئة؛ عمل مينغويجون على تأسيس مجموعة داخل هيئة تحرير المجلة تحت اسم جوريستاس أو الخبراء القانونيين، إذ اعتُبرت هذه المجموعة أيضًا ممثلة لكل من «التقليديين والكنيسة». صدر لمجلة نوتسييرو ما يصل إلى 63 عدد خلال مرحلتها الأكثر إنتاجية؛ يمكن تحديد تسعة مقالات لمينغويجون المنشورة بين مايو 1938 وأغسطس 1939.
يمكن وصف دور مينغويجون في نوتسييرو باعتباره مرتبطًا في الغالب مع إسقاط شرعية الجمهورية. صورت المجلة نظام الجمهورية باعتباره ذروة البلشفة التي انطلقت في روسيا في عام 1917 لتتجلى لاحقًا في إسبانيا عبر خاكا في عام 1930، أستورياس في عام 1934 وبعد انتصار الجبهة الشعبية عام 1936؛ جادل مينغويجون بأن النظام الجمهوري قد تخلى عن قواعده نفسها، متحللًا إلى حالة من الفوضى السياسة وفاقدًا للشرعية؛ علاوة على ذلك، انقلب على مبادئ الديمقراطية وأصبح من الضروري نهوض إسبانيا الحقيقية، لاستعادة هذه المبادئ أيضًا. كتب مينغويجون عن الجمهورية بمرارة وخيبة واضحة، معربًا عن أسفه على وقوع النظام في شباك التناقضات: فشل في القضاء على هيمنة الطبقات ذات الامتيازات وإدخال الإصلاحات القائمة على إرادة الشعب. أصبحت كل هذه الآمال معلقة الآن على الدولة القومية الناشئة. أدت شكوكية مينغويجون السابقة بشأن الفاشية إلى إفساح مجال أمام موافقته الحذرة؛ اعتبر المقارنات بين الفاشية والشيوعية سطحية في وقت سابق، وحلل في أحد مقالاته الأخيرة المنشورة في نوتسييرو في يوليو 1939 نقاط تداخل الفاشية مع التقليدية، إذ وجد ست نقاط مشتركة بينهما.

## الفرانكوية
استقر مينغويجون في مدريد بعد الاستيلاء الوطني عليها، حيث استأنف مهنته الأكاديمية في تاريخ القانون وعلم الاجتماع في يونفيرسيداد سينترال؛ استطاع من خلال تدريسه التأثير على الجيل التالي من مؤيدي التقليدية مثل رافاييل غامبرا، الذي حضر محاضرات مينغويجون وذاع صيته في وقت لاحق من ستينيات القرن العشرين. لم يذكر أي مصدر من المصادر المرجوع إليها معلومات حول دور مينغويجون في المحكمة العليا؛ الهيئة بأكملها معروفة بعكسها رجعي الأثر للعديد من مكونات التشريع الجمهوري. لم يتقلد مينغويجون أي مناصب رسمية في إدارة الدولة؛ لا يمكن الإشارة إليه بوصفه نشطًا في الهياكل السياسية، سواء أكان كتائبيًا أو غير ذلك. في عام 1940، التحق مينغويجون بالمكتب التنفيذي الوطني للعمل الكاثوليكي (إيه سي)، فألقى العديد من المحاضرات في عدة مناسبات مختلفة ونشر عددًا من نشرات العمل الكاثوليكي الدورية.
بعد تقاعده من المحكمة والجامعة في عام 1944، صب مينغويجون تركيزه على العديد من المسؤوليات المختلفة في الأكاديمية الملكية للعلوم الأخلاقية والسياسية، ومؤسسة فرناندو إل كاتاليكو، وكلية أراغون، والمجلس الأعلى للبحث العلمي وعلى وجه الخصوص معهد بالميز لعلم الاجتماع، الذي أُسس بواسطة «سي إس آي سي» باعتباره فكرة سيفيرينو أزنار. نظرًا إلى تدهور صحته وتقدمه في السن، تراجعت نشاطاته هذه بشكل حاد في أوائل خمسينيات القرن العشرين؛ ألقى محاضرته الأخيرة في الأكاديمية الملكية في عام 1951 وتراجع انخراطه في معهد بالميز بعد عام 1953.
خلال الفترة الفرانكوية، لم يعد مينغويجون لاستئناف حياته المهنية الطويلة كمحلل صحفي، إذ اكتفى بنشر المقالات العلمية وشبه العلمية في المراجعات التخصصية أو الكاثوليكية. لا يُعرف سوى القليل فيما يتعلق بآرائه الشخصية حيال النظام الفرانكوي المتطور. في الصحافة، نُقل عنه استئنافه لاهتماماته في المسائل الاجتماعية وإشادته بكفاءة المؤسسات الاجتماعية لإسبانيا القومية، على وجه الخصوص معهد الرعاية الوطني، على الأقل عند مقارنتها بالجهود الجمهورية. اعترف مينغويجون بامتلاكه نظرة تقليدية، على الرغم من عدم اعتباره نشطًا في أي فرع من فروع الكارلية العائدة إلى ذلك الوقت. ذُكر في وقت لاحق بوصفه مشككًا -في الخفاء أيضًا- بكل من الديمقراطية والرأسمالية، باعتبارهما قوتين مجهولتين غير متبلورتين ويجب مواجهتهما بواسطة المحلية الثقافية، بالاستناد إلى التقليد و -بشكل حتمي- الملكية الصغيرة.
قبل وفاته بفترة قصيرة، وُصف مينغويجون بأنه رجل عجوز وحيد، زاره حفنة من التلاميذ وعدد قليل من أصدقائه القدامى، مثل سيفيرينو أزنار؛ من جهة أخرى، حافظ مينغويجون على وعيه، وهدوئه، وتواضعه وسخريته المعتادة بعيدًا عن أي تشديد. اعتاد مينغويجون الاستيقاظ في منتصف النهار ومباشرة العمل حتى وقت متأخر من الليل، انشغل في كتابة معاهدة مصممة كتعميم للمفاهيم الفلسفية العظيمة؛ كان من المفترض دمجها في رؤية جديدة موجهة نحو المستقبل. ذُكرت وفاته في عدد من الملاحظات الموجزة في بعض الصحف الوطنية؛ نظمت كلية أراغون جلسة تحية تذكارية بعد وفاته بفترة قصيرة.